# Wild Frontier (Band)
Wild Frontier ist eine deutsche Melodic-Rock-Band aus der Nähe von Kassel.
Der Name leitet sich von der 1987 erschienenen LP Wild Frontier von Gary Moore ab.

## Bandgeschichte
Die Band wurde 1990 von Jens Walkenhorst (Gesang, Gitarre), Mario Erdmann (Bass), Markus Koch (Keyboard) und Markus Linne (Schlagzeug) gegründet. Mit dieser Besetzung entstanden bis 1992 die Tapes Rocktown City, Days of Innocence und Downtown Dreamers. Danach stieß Detlef Hönig als zweiter Gitarrist hinzu, Bassist Mario Erdmann trat aus gesundheitlichen Gründen aus, Alfons Steier wurde sein Nachfolger. Die Band gelangte zu ihrem ersten Fernsehauftritt.
Die erste CD wurde im Dust Music Studio in Hilchenbach unter der Leitung von S.L.Coe (Ex-Leadsänger der Metalformation Scanner) eingespielt. Es folgten Auftritte in Deutschland und Ungarn, darunter bei Deutschlands größtem Bikertreffen in Schleiz mit Alvin Lee. Kurz darauf stieg Markus Linne aus, das Schlagzeug übernahm Rudi Uhe. Mario Erdmann kehrte an den Bass zurück und Alfons Steier wechselte an die Keyboards.
1996 nahm die Band die CD I’ll Give You All My Love auf. Aufgrund des Erfolgs besang die Band die CD Walkenhorst mit deutschen Texten, konnte damit aber keinen Durchbruch erzielen. Detlef Hönig und Alfons Steier stiegen aus, dafür kam Thomas Vitt an der Gitarre. Es folgten zahlreiche Konzerte, unter anderem mit Sinner, Axxis, Ten, Millennium, Alvin Lee, Paddy Goes to Holyhead, Manfred Mann, Guildo Horn.
Ende 1997 wurde die CD Thousand Miles Away bei Peter Waldhelm aufgenommen und weltweit veröffentlicht.
1999 spielte die Band mit dem Bariton Ivo Berkenbusch auf dem Kanzlerfest in Berlin. Am Brandenburger Tor zelebrierten sie ihre Songs mit italienischen Texten und klassischem Gesang. Eine Mini-CD wurde aufgenommen und ein Video produziert. Das Konzert wurde in mehrere Länder live übertragen.
Für den Fußballverein KSV Hessen Kassel schrieben sie die Vereinshymne Jetzt erst recht, jetzt oder nie, die selbst produziert und mit den Fans aufgenommen wurde. Danach verließ der Schlagzeuger Rudi Uhe die Band und wurde durch Jörg Schmeck ersetzt.
Am 14. Dezember 2002 wurde das neue Album Stick Your Neck Out in der Discothek Manhattan in Homberg/Efze vorgestellt und Anfang 2003 veröffentlicht. Beim amerikanischen Melodicmailorder NEH Records stieg das Album auf Platz 22 in den Verkaufscharts ein.
Im Februar 2004 stieg der Gitarrist Thomas Vitt aus. Ersatzmann Thorsten Geis verließ die Band nach fünf Konzerten bereits wieder, woraufhin Jens Walkenhorst die gesamte Gitarrenarbeit übernahm. Zusätzlich verstärkte Thomas Ellenberger als Keyboarder die Band. Im Februar 2005 schied Jörg Schmeck aus und wurde durch Sebastian Gröning ersetzt.
Im Sommer 2005 begann die Band mit den Aufnahmen für das Album Bite the Bullet, welches im Dezember 2006 vorgestellt und ab Februar 2007 weltweit vertrieben wurde. Ab 2008 ersetzte Stefan Gröning seinen Bruder Sebastian am Schlagzeug, es folgten Konzerte, unter anderem mit Suzi Quatro.
2009 entstand ein neuer Song für den Fußballclub KSV Hessen Kassel mit dem Titel Hier kommt der KSV, welcher im Internet kostenlos zum Herunterladen angeboten wurde.
2012 brachte die Band ihr fünftes Album mit dem Titel 2012 heraus. Am Schlagzeug wurde Stefan Gröning durch Sascha Fahrenbach ersetzt. Der wiederum wurde wenige Wochen später von seinem Bruder Nico abgelöst und wechselte zur Gitarre. Zwei Musikvideoclips wurden produziert. Ein Clip wurde auf dem Märchenschloss Sababurg bei Kassel gedreht. Das Album 2012 stieg bis auf Platz 38 der Japanischen Import Charts und konnte auch wiederholt in den USA gute Verkaufszahlen erzielen. 
Im Dezember 2012 erschien das Best-of-Album 1994–2012
Im März 2014 folgen wieder mehrere Konzerte. Unter anderen spielt die Band in Olmütz in der Tschechischen Republik. Im Oktober 2015 wurde das 25-jährige Bandjubiläum in Wabern in der Mehrzweckhalle gefeiert. Dabei wurde auch das neue Album Alive 25 vorgestellt, das aus einer Audio-Live-CD und einer DVD besteht. Die DVD wird von Andreas Strippel und seinem Team erstellt.
Veröffentlichung des Albums ist Januar 2015.
Im März 2016 erfolgt ein Konzert mit nahezu allen ehemaligen Bandmitgliedern. Es werden Songs aus jeder Epoche von jeweiligen Line Up gespielt.
Nach dem Konzert verabschiedet sich Nico Fahrenbach aus der Band. Er wird wieder durch Sascha Fahrenbach am Schlagzeug ersetzt. Die Gitarre wird von Tony Vitora übernommen.

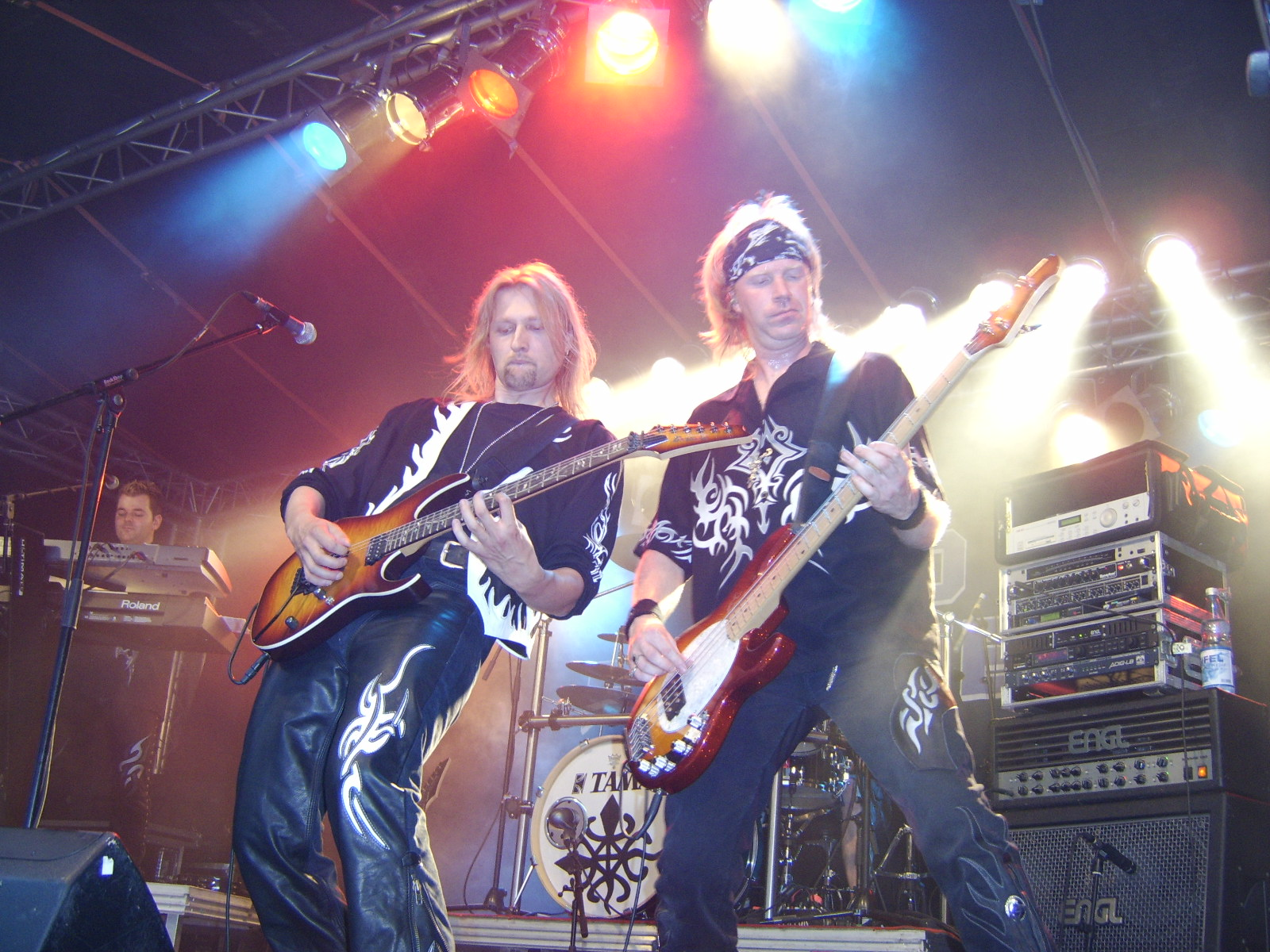
Jens Walkenhorst & Mario Erdmann 2006

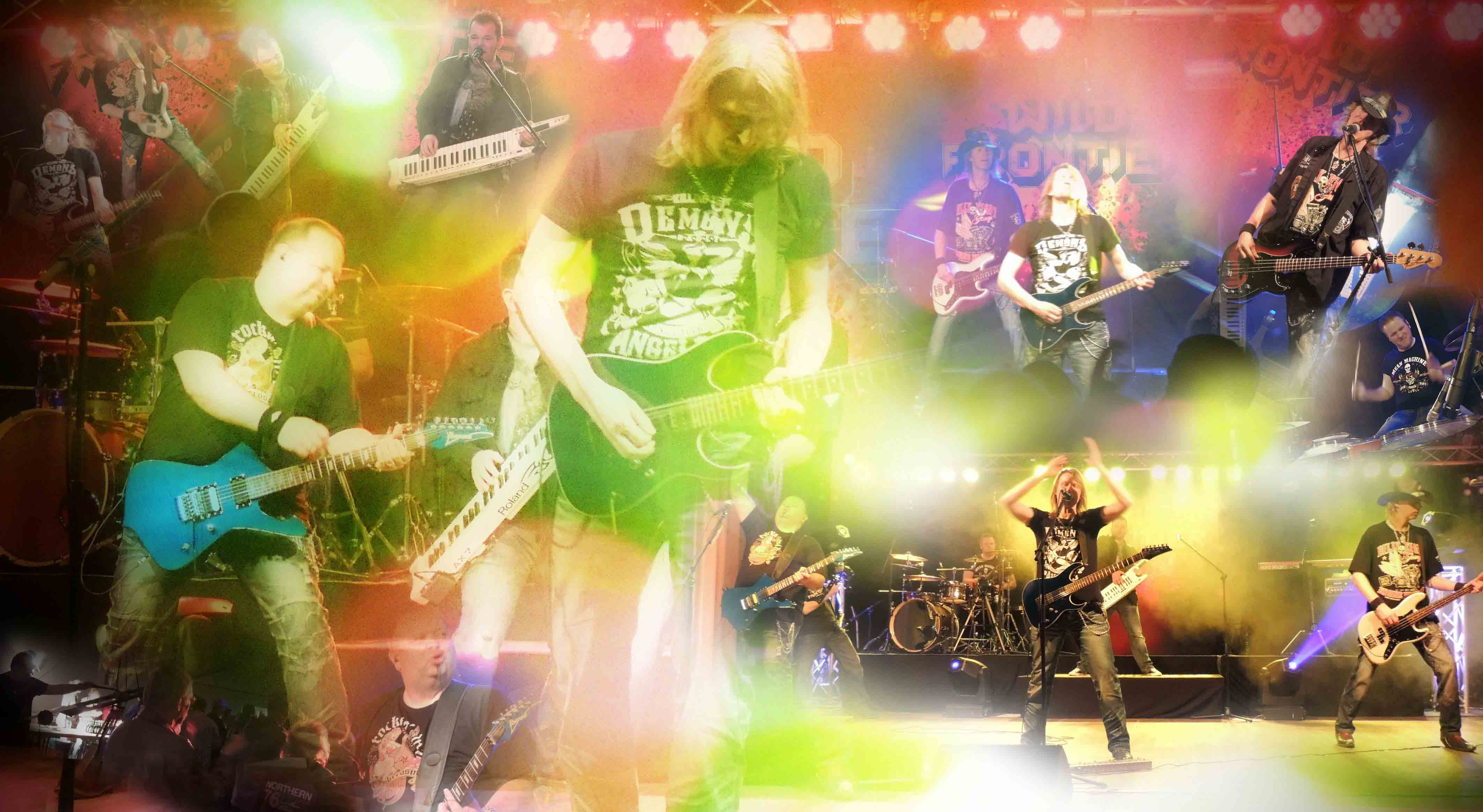
Wild Frontier 2015

## Diskografie
- 1990: Rocktown City
- 1991: Days of Innocence
- 1992: Downtown Dreamers
- 1992: Downtown Dreamers 2
- 1994: One Way to Heaven
- 1996: I Give You All My Love
- 1996: Wilde Grenzen
- 1998: Thousand Miles Away
- 2000: Jetzt erst recht
- 2003: Stick Your Neck Out
- 2007: Bite the Bullet
- 2012: 2012
- 2012: 1994–2012
- 2015: Alive 25